# John Beard Allen

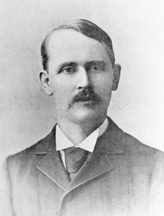
John Beard Allen

John Beard Allen (* 18. Mai 1845 in Crawfordsville, Indiana; † 28. Januar 1903 in Seattle, Washington) war ein US-amerikanischer Politiker (Republikanische Partei), der den Bundesstaat Washington im US-Senat vertrat.

## Frühes Leben
John Allen wurde als Sohn von Joseph S. Allen, einem zu jener Zeit in den USA bekannten Arzt, und dessen Frau Hannah Allen, der Tochter eines Richters, in Crawfordsville geboren. Er absolvierte nach dem Besuch der Grundschule das Wabash College und zeigte bereits früh seine Liebe für Politik und Mathematik. Kaum volljährig, wurde Allen als Soldat zum Dienst im Bürgerkrieg eingezogen und diente von 1863 bis zu seiner ehrenhaften Entlassung 1864, in der 135. Infanterie von Indiana.
Im Jahr 1865 zog die Familie Allen nach Rochester, Minnesota. Hier begann er in der Kanzlei des Richters C. C. Wilson Rechtswissenschaften zu studieren. Später komplettierte er seine Ausbildung an der University of Michigan. Allen eröffnete 1868 mit seinem Studienkollegen J. J. Brown in Goshen, Indiana eine eigene Anwaltskanzlei, bis der plötzliche Tod seiner Mutter im Dezember 1868 ihn dazu veranlasste, die Kanzlei nach wenigen Monaten zu schließen und zurück nach Rochester in die Nähe seiner Familie zu ziehen. Allen verblieb zunächst in Rochester, wo er 1869, im jungen Alter von 24 Jahren, zum Prozessanwalt der Stadt ernannt wurde.
Im Frühjahr 1870 zog Allen in das Washington-Territorium, wo er sich in der Hauptstadt Olympia niederließ. Er praktizierte für knapp zwei Jahre in einer kleinen Kanzlei als Anwalt, ehe er im Herbst 1871 sein Büro in einem modernen Bürogebäude bezog. In Olympia lernte Allen auch M. Cecelia Bateman kennen, eine Frau aus Lamont, Michigan, die er im September 1871 heiratete. Für die kommenden zehn Jahre sollte Olympia die Heimat der Familie Allen sein, bis sie im Jahr 1881 nach Walla Walla zog.

## Politische Karriere
Bereits 1875 wurde Allen zum Bundesstaatsanwalt des Washington-Territoriums ernannt, ein Amt, das er bis 1885 ausübte. Parallel übte er von 1878 bis 1885 die Funktion des Pressesprechers am Obersten Gerichtshof von Washington aus. Im Jahr 1889 wurde Allen als Delegierter seines Territoriums in das Repräsentantenhaus der Vereinigten Staaten gewählt und übte sein Mandat vom 4. März 1889 bis zum 11. November desselben Jahres aus.
Im Herbst 1889 wurde Allen zu einem der beiden ersten US-Senatoren für den neuen Bundesstaat Washington gewählt und amtierte vom 20. November 1889 bis zum 3. März 1893.

## Spätes Leben und Tod
Allen ließ sich 1893 in Seattle nieder, wo er eine private Anwaltskanzlei eröffnete. Hier starb er im Januar 1903 an einer Angina Pectoris.